# Anomalon intermedium
Anomalon intermedium là một loài tò vò trong họ Ichneumonidae.